# 安琪莉可系列

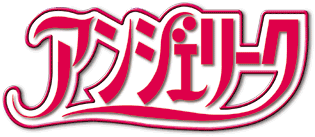
《安琪莉可系列》標誌

《安琪莉可系列》是由光荣（現光榮特庫摩遊戲）发售的女性向恋爱模拟游戏系列，及其衍生的多媒體作品、周邊商品的总称。由公司內以女性工作人員為中心的團隊Ruby Party開發，1994年在超級任天堂平台發行了系列首作《安琪莉可》，該作為世界上首個女性向恋爱模擬游戏。

## 簡介
《安琪莉可》是日本光榮公司於1994年9月發行的首個女性戀愛養成遊戲，其後成為系列作，並陸續推出新遊戲、漫畫、小說、同人創作集、音樂集、廣播劇、電腦軟件、動畫等。1995年12月，安琪莉可遊戲的人物設定師由羅海里，在日本角川書店的雜誌《Fantasy DX》上開始漫畫連載，共出單行本11冊，台灣東販只推出到第4冊中文版。日本角川書店於2006年7月推出《新裝版安琪莉可》，以5冊單行本將漫畫重新發行。
台灣東販於1997年8月推出漫畫中文版時取名為《安琪莉可女王之路》，同年11月台灣第三波公司代理第一代遊戲中文版時亦沿用此名。
2006年3月2日，台灣光榮公司與日本光榮公司同步，推出亞洲版PlayStation 2遊戲《新·安琪莉可》（並無進行內容翻譯）。

## 登場角色
安琪莉可一至四代之登場角色：
- 神鳥宇宙
  - 女王 -- 安琪莉可·立摩朱（Angelique Limoges/） CV：白鸟由里
  - 女王輔佐官 -- 罗莎莉娅·德·卡塔爾娜（Rosalia De Catargena/） CV：三石琴乃
  - 光之守護聖 -- 朱烈斯（Julious/） CV：速水奖
  - 闇之守護聖 -- 克萊維斯（Clavis/） CV：盐泽兼人→田中秀幸
  - 風之守護聖 -- 藍迪（Randy/） CV：神奈延年
  - 水之守護聖 -- 盧米埃（Lumiale/） CV：飞田展男
  - 炎之守護聖 -- 奧斯卡（Oscar/） CV：堀内贤雄
  - 綠之守護聖 -- 馬歇爾（Marcel/） CV：结城比吕
  - 鋼之守護聖 -- 傑菲爾（Zephel/） CV：岩田光央
  - 夢之守護聖 -- 奧立威（Olivie/） CV：子安武人
  - 地之守護聖 -- 盧瓦（Luva/） CV：关俊彦

- 聖獸宇宙
  - 女王 -- 安琪莉可·柯蕾特（Angelique Collet/） CV：浅田叶子
  - 女王輔佐官 -- 瑞秋·哈特（Rachel Hart/） CV：长泽美树
  - 光之守護聖 -- 雷納德（Leonard/） CV：小山力也
  - 闇之守護聖 -- 法蘭西斯（Frances/） CV：杉田智和
  - 風之守護聖 -- 尤依（Heuye/） CV：浪川大辅
  - 水之守護聖 -- 提姆卡（Timka/） CV：私市淳
  - 炎之守護聖 -- 查理（Charlie/） CV：真殿光昭
  - 綠之守護聖 -- 聖蘭（Sei-Lan/） CV：岩永哲哉
  - 鋼之守護聖 -- 恩斯特（Ernst/） CV：森川智之
  - 夢之守護聖 -- 梅爾（Mel/） CV：冬马由美
  - 地之守護聖 -- 維克多（Victor/） CV：立木文彦
  - 女王直属协力者 -- 亞利歐斯（Arios/） CV：成田剑
  - 傳說之星 -- 安琦·莎卡祈（Angel Sacraquix/） CV：本名阳子

## 遊戲系列

### 正传
- 安琪莉可（アンジェリーク）（1994/9/23）（SFC/GBA）

系列第一作。最初于超级任天堂平台发售，并无语音。主角为安琪莉可·立摩朱。
- 安琪莉可Special（アンジェリークSpecial）（1995/12/22）（PC-FX/SS/PS/PC）

《安琪莉可》的语音版，也是全系列中唯一有中文版的一作。
- 安琪莉可Special2（アンジェリークSpecial2）（1996/12/6）（PC-FX/SS/PC/PS）

系列第二作。主角为安琪莉可·柯蕾特。可攻略角色增加了3名教官与3名协力者。
- 安琪莉可 Duet（アンジェリーク デュエット）（1998/7/30）（PS/SS/DS）

一代的加强版。除了追加事件、要素等，还可以选择另一位女王候补罗莎莉娅来进行游戏。
- 安琪莉可 Trois（アンジェリーク トロワ）（2000/11/22）（PS2）

系列第三作。主角为安琪莉可·柯蕾特。可攻略对象为前作15人，外加1名隐藏角色。追加了部分新要素的爱藏版于2001年7月26日发售。
标题中的“Trois”在法语中是“三”的意思。
- 安琪莉可 Etoile（アンジェリーク エトワール）（2003/12/19）（PC/PS2）

系列第四作。主角为安琦·莎卡祈。可攻略对象为前作16人外加3名新角色共19人。
标题中的“Etoile”在法语中是“星星”的意思。

### 外传
- 不思議之國的安琪莉可（ふしぎの国のアンジェリーク）（1996/10/11）（PC-FX/SS/PS/PC/GBA）

以一代为背景的桌面游戏。
- 安琪莉可 天空之鎮魂歌（アンジェリーク 天空の鎮魂歌）（1998/3/20）（PC-FX/PS）

系列唯一的角色扮演游戏。时间介于二代与三代之间，主角为安琪莉可·柯蕾特。
- Sweet Ange（スウィート アンジェ）（1999/12/17）（GBC）

桌面游戏。背景设定为与其他作品完全不相干的平行世界。登场角色为1代中登场的9位守护圣，以及安琪莉可·立摩朱、罗莎莉娅、安琪莉可·柯蕾特与瑞秋。玩家可以在4名女主角中任选一位来进行游戏。
- 新·安琪莉可（ネオ アンジェリーク）（2006/3/6）（PS2/PSP）

系列的最新作，但由于除世界观稍微牵涉到前作之外其余部分皆与前面几作不同，故而一般被Fans当作一部独立的作品来看待。

## 动画

### OVA
- 安琪莉可 白色羽翼回忆录（アンジェリーク 〜白い翼のメモワール〜）

共2集。时间介于天空之镇魂歌与三代之间。
- 安琪莉可 从圣地献上爱（アンジェリーク 〜聖地より愛をこめて〜）

共3集。背景为3代。
- 安琪莉可 ～Twin Collection～（アンジェリーク 〜Twinコレクション〜）

共8集。背景为3代。
- 安琪莉可10周年纪念OVA

共3集。背景为1代。

### TV动画
- 恋爱天使安琪莉可（恋する天使アンジェリーク）

背景为4代。分为2期，第1期副标题为“心甦醒之時（心のめざめる時）”，共13集；第2期副标题为“光輝的明天（かがやきの明日）”，共12集。制作方由新罗曼史系列其他动画作品一贯采用的换成。由于不擅长制作女性向动画，本作的作画质量和剧情内容都极其粗糙，以至于被Fans称为“安琪莉可的黑暗史”。
- 新·安琪莉可Abyss

背景为《新·安琪莉可》，并在此基础之上加入4名新角色。

## 相關項目
- 新·安琪莉可